# 魏灃
魏澧（1534年—？），字汝衡，号廉川，河南開封府許州人，民籍，明朝政治人物。

## 生平
河南鄉試第五名舉人。嘉靖四十四年（1565年）中式乙丑科三甲第一百五十二名進士。户部观政，本年八月授濬县知县，卒于官。

## 家族
曾祖魏端，義官；祖父魏校，贈知府；父魏廷萱，按察司副使。母宋氏（加封恭人）。兄魏泮（知县）、洸、洎、滋、渾、津、浣、汲、弟浦、演、涌，俱庠生。